# Григорьев, Анатолий Васильевич
Анатолий Васильевич Григорьев (1931—2015) — фотограф, фотохудожник-пейзажист, путешественник.

## Биография
Родился в 1931 году в Челябинске. Детство прошло в городе Первоуральске Свердловской области.
В 1949 году поступил в Уральский политехнический институт (УПИ) в Свердловске. Во время учёбы познакомился со своей будущей женой Галиной, студенткой того же ВУЗа . По окончании учёбы в 1954 году супруги Григорьевы по распределению были направлены на работу в Пермь.
В Перми приступил к работе в качестве инженера-конструктора на машиностроительном заводе, где проработал 39 лет до выхода на пенсию.
В жизни было три главных увлечения, связанных между собой: спортивный туризм, парусный спорт и фотография. Два первых определили специализацию как фотографа — фотохудожник-пейзажист. Из каждого путешествия привозил новые серии снимков.. С выходом на пенсию смог полностью посвятить себя любимому занятию.
Много лет отдал работе с детьми — вел фотокружок при заводском Клубе юных техников, одновременно приобщая ребят к спортивному туризму.
Скончался в 2015 году в Перми в возрасте 84-х лет.

## Спортивный туризм
Ещё во время учёбы в УПИ начал заниматься спортивным туризмом. В 1950 году был одним из организаторов Свердловского городского турклуба. По приезде в Пермь продолжил активные занятия туризмом. Наряду с Сергеем Афанасьевичем Тороповым , Алексеем Григорьевичем Каюмовым и Анатолием Николаевичем Наумовым, внёс заметный вклад в становление и развитие туризма в Перми. В частности, всего через год после приезда, в 1955 году стал одним организаторов Пермского городского туристского клуба «Компас». В 1959 году первым в городе Перми получил звание Мастер спорта СССР по туризму. Долгие годы был членом маршрутно-квалификационных комиссий (МКК) разного уровня. В 1999 году удостоен звания (вторым человеком с момента учреждения) Заслуженный путешественник России.
Был членом пермской группы «Север» под руководством Юрия Александровича Фёдорова, специализировавшейся на путешествиях в Арктику. В качестве фотографа участвовал в путешествии на остров Щпицберген.

## Путешествия под парусом
В конце шестидесятых годов XX века увлёкся парусным спортом, точнее — путешествиями под парусом. Для путешествий использовал спортивную крейсерскую яхту класса Фолькбот, именовавшуюся «Урал». Имел высшую квалификацию как яхтсмен — яхтенный капитан. В 1973 году получил звание Мастера спорта СССР по парусному спорту.
На яхтах типа «фолькбот» «Урал» и «Леший» прошёл до Ульяновска (и далее до Баку) под командованием А. Григорьева и Б. Гилёва/В. Соловьёва в 1970 году.

## Фотография
Член Союз фотохудожников России с 1991 года.

## Фотовыставки
Участник международной фотовыставки «100 фотомастеров мира» в Риге 1969 г.
Диплом 1 степени в Пермской областной фотовыставке «Широка страна моя родная» 1983 г.
Диплом 1 степени в областной фотовыставке «Человек и земля» 1984 г.
Бронзовая медаль ВДНХ СССР в Москве 1987 г.
1 место в областном фотоконкурсе «Отечество» 1991 г.
Диплом III степени в фотоконкурсе компании «Славич» на лучшую черно-белую фотографию г. Переславль-Залесский 1997 г.
3 место в фотоконкурсе компании «Кодак» «Новые ощущения» 2005 г.
Персональные фотовыставки в Екатеринбурге (2003 г.) и в Перми (2007 г.).
Персональная выставка «Своими глазами» Пермь. 2015

## Любимая тема
Любим объектом для фотографий была природа и животный мир Дальнего Востока. Побывал на Камчатке семь раз, а также посетил Командорские острова и острова Курильской гряды.

## Звания
- Мастер спорта СССР по туризму (1959)
- Мастер спорта СССР по парусному спорту (1973)
- Заслуженный путешественник России (1999)

## Память
Фотовыставка памяти Григорьева А. В. в Перми.